# SC Blücher Gollnow
Der SC Blücher Gollnow war ein deutscher Sportverein aus dem im heutigen Polen gelegenen Gollnow, heute Goleniów. Die Fußballabteilung spielte zwei Jahre in der damals erstklassigen Gauliga Pommern.

## Geschichte
Der Verein wurde 1911 gegründet. Die Fußballabteilung spielte unter dem Baltischen Rasen- und Wintersport-Verband in der Bezirksliga Gollnow des Bezirkes Pommern. 1922/23 gewann Gollnow die Bezirksliga und qualifizierte sich für die pommersche Fußballendrunde, die im Finale gegen Titania Stettin verloren ging. 1924/25 wurde erneut die Bezirksliga gewonnen, in der anschließenden Endrunde schied Gollnow jedoch bereits im Viertelfinale aus. Auch 1926/27 und 1927/28 schied die Mannschaft als Bezirkssieger direkt in der ersten Runde der Endrunde von Pommern aus. Ab 1930 schloss sich der Bezirk Pommern komplett an den Verband Brandenburgischer Ballspielvereine. 1930/31 wurde Blücher Gollnow Dritter der Bezirksliga Gollnow/Pyritz. 1932/33 wurde die Bezirksliga gewonnen, erneut scheiterte der Verein jedoch in der Ausscheidungsrunde zur pommerschen Fußballendrunde. Diesmal verlor Gollnow gegen den VfL Stettin mit 0:3.
Mit Machtübernahme der Nationalsozialisten im Jahr 1933 wurde auch das Fußballligasystem neu geordnet, es entstanden 16 Gauligen als oberste Spielklasse. Für die erste Saison der Gauliga Pommern wurden Vereine aus der Bezirksliga Gollnow nicht berücksichtigt, so dass Blücher Gollnow weiter in der, nun zweitklassigen, Bezirksliga spielte. Mit dem Sieg dieser in der Spielzeit 1934/35 qualifizierte sich Gollnow für die Aufstiegsrunde zur Gauliga 1935/36. Bei dieser unterlag die Mannschaft zwar dem MSV Graf Schwerin Greifswald und wurde nur zweiter, Greifswald musste sich auf Grund einer groß angelegten Militärübung jedoch vom Aufstieg zurückziehen, so dass Gollnow doch noch in die Gauliga aufsteigen konnte. In der Saison 1935/36 konnte mit zwei Punkten Vorsprung vor dem VfL Stettin knapp der Klassenerhalt erreicht werden. In der Spielzeit 1936/37 wurde Gollnow zum Verhängnis, dass zur kommenden Spielzeit die Anzahl der Teilnehmer an der Gauliga verringert wurde. Zwar wurde der Verein in der Gruppe West Fünfter von sieben teilnehmenden Mannschaften, dennoch mussten die fünft- und sechstplatzierten Vereine zusammen mit den beiden Qualifikanten aus der Bezirksliga die restlichen zwei freien Plätze der kommenden Gauliga ausspielen. In diesem Rundenturnier erreichte Blücher Gollnow nur Platz 3, wodurch nach zwei Jahren Gauligazugehörigkeit der Abstieg in die Bezirksliga feststand. In den kommenden Jahren konnte ein Wiederaufstieg nicht erreicht werden.
Nach dem Zweiten Weltkrieg wurde das zum Deutschen Reich gehörende Gollnow unter polnische Verwaltung gestellt. Der SC Blücher Gollnow wurde – wie alle übrigen deutschen Vereine und Einrichtungen – zwangsaufgelöst.

## Erfolge
- Sieger Bezirksliga Gollnow: 1923, 1927, 1928, 1933
- 2 Spielzeiten in der Gauliga Pommern: 1935/36, 1936/37